# Aldo Ceccato
Aldo Ceccato est un chef d'orchestre italien, né à Milan le 18 février 1934.

## Biographie
Assistant du chef roumain Sergiu Celibidache, il devient directeur de l'Orchestre symphonique de Detroit de 1973 à 1977, puis dirige différents orchestres européens moins prestigieux.
Fils adoptif du compositeur et chef d'orchestre italien Victor de Sabata, il a enregistré ses œuvres pour le label Hyperion.